# Hello Tomorrow!
Hello Tomorrow! är en amerikansk dramaserie från 2023 som hade premiär på strömningstjänsten Apple TV+ den 17 februari 2023. Serien är regisserad av Jonathan Entwistle. Första säsongen består av 10 avsnitt.

## Handling
Hello Tomorrow! kretsar kring en grupp resande försäljare som säljer timeshares på månen. Jack är en talangfull säljare och en obruten optimist som inspirerar sina kollegor.

## Rollista (i urval)
- Billy Crudup – Jack Billings
- Hank Azaria – Eddie
- Haneefah Wood – Shirley Stedman
- Alison Pill – Myrtle Mayburn
- Nicholas Podany – Joey Shorter
- Dewshane Williams – Herb Porter
- Jacki Weaver – Barbara Billings
- Frankie Faison – Buck Manzell
- Susan Heyward – Betty Porter